# Список учасників Месників

Обкладинка Avengers #1 (2018)

Месники — вигадана команда супергероїв, що з'являються в коміксах американського видавництва Marvel Comics. Оригінальна команда була створена сценаристом Стеном Лі та художником Джеком Кірбі в коміксі Avengers #1 у 1963 році.
Імена персонажів, що виділені жирним шрифтом, є учасниками Месників станом на 2022 рік.

## Оригінальні команди (1963–2004)

### Оригінальна команда
Усі ці учасники допомогли сформувати команду в Avengers #1 (11 вересня 1963).
| Персонаж                                              | Справжнє ім'я              | Приєднання до команди        |
| ----------------------------------------------------- | -------------------------- | ---------------------------- |
| Залізна людина                                        | Ентоні Едвард «Тоні» Старк | Avengers #1 (1 вересня 1963) |
| Тор                                                   | Тор Одінсон                | Avengers #1 (1 вересня 1963) |
| Оса                                                   | Джанет ван Дайн            | Avengers #1 (1 вересня 1963) |
| Людина-мураха(як Велетень, Жовтий жакет, Ґоліаф тощо) | Доктор Генрі Джонатан Пім  | Avengers #1 (1 вересня 1963) |
| Галк                                                  | Доктор Роберт Брюс Баннер  | Avengers #1 (1 вересня 1963) |

### Квартет Кепа
| Персонаж                              | Справжнє ім'я                                  | Приєднання до команди       |
| ------------------------------------- | ---------------------------------------------- | --------------------------- |
| Капітан Америка (як Бродяга, Капітан) | Стівен «Стів» Ґрант Роджерс                    | Avengers #4 (березень 1964) |
| Соколине Око(як Ронін, Ґоліаф)        | Клінтон Френсіс Бартон                         | Avengers #16 (травень 1965) |
| Ртуть                                 | П'єтро Джанґо Максимов (офіційно П'єтро Франк) | Avengers #16 (травень 1965) |
| Багряна відьма                        | Ванда Марія Максимова (офіційно Ванда Франк)   | Avengers #16 (травень 1965) |

### Месники-новобранці 1960-х
| Персонаж                          | Справжнє ім'я           | Приєднання до команди        |
| --------------------------------- | ----------------------- | ---------------------------- |
| Геркулес                          | Геракл                  | Avengers #45 (жовтень 1967)  |
| Чорна пантера(як Червона пантера) | Т'Чалла (як Люк Чарльз) | Avengers #52 (травень 1968)  |
| Віжен                             | Віктор Шейд             | Avengers #58 (листопад 1968) |
| Чорний лицар                      | Дейн Вітман             | Avengers #54 (липень 1968)   |

Примітка 1: У коміксі Avengers #9 (жовтень 1964) Диво-людина приєднується до Месників, щоби зрадити їх на користь Барону Земо та Повелителям Зла. Однак, зрештою, він жертвує собою заради порятунку героїв. Через десятиліття він повертається з мертвих і знову приєднується до команди.
Примітка 2: У коміксі Avengers #19-20 (серпень-вересень 1965) Мечник приєднується до Месників як майбутній зрадник (працює на Мандарина), але змінив своє рішення й втік. Через десять років він знову приєднається до команди.

### Месники-новобранці 1970-х
| Персонаж                                            | Справжнє ім'я             | Приєднання до команди                       |
| --------------------------------------------------- | ------------------------- | ------------------------------------------- |
| Чорна вдова                                         | Наталія Іванівна Романова | Avengers #111 (травень 1973)                |
| Мечник                                              | Жак Дюкен                 | Readmitted in Avengers #114 (серпень 1973). |
| Богомолиця                                          | Брандт                    | Giant-Size Avengers #4 (червень 1975)       |
| Звір                                                | Доктор Генрі Філіп МакКой | Avengers #151 (вересень 1976)               |
| Місячний дракон                                     | Гізер Дуґлас              | Avengers #151 (вересень 1976)               |
| Пекельна кішка                                      | Патрісія «Петсі» Вокер    | Avengers #151 (вересень 1976)               |
| Чудо-людина                                         | Саймон Вільямс            | Avengers #194 (квітень 1980)                |
| Двохцівковий хлопець                                | Меттью Дж. «Метт» Гок     | Avengers #174 (серпень 1978)                |
| Капітан Марвел(як Міс Марвел, Бінарі, Пташка війни) | Керол Сюзан Джейн Денверс | Avengers #183 (травень 1979)                |
| Сокіл                                               | Семюел Томас Вілсон       | Avengers #184 (червень 1979)                |

### Месники-новобранці 1980-х
| Персонаж                                   | Справжнє ім'я                  | Приєднання до команди         |
| ------------------------------------------ | ------------------------------ | ----------------------------- |
| Тигра                                      | Ґрір Ґрант Нельсон             | Avengers #211 (вересень 1981) |
| Жінка-Галк                                 | Дженніфер Сюзан «Джен» Волтерс | Avengers #221 (липень 1982)   |
| Капітан Марвел (як Фотон, Пульсар, Спектр) | Моніка Рембо                   | Avengers #231 (травень 1983)  |
| Зоряний                                    | Ерос з Титана                  | Avengers #243 (травень 1984)  |
| Підводник                                  | Немор МакКензі                 | Avengers #262 (грудень 1985)  |
| Доктор Друїд                               | Доктор Ентоні Людґейт Друїд    | Avengers #278 (квітень 1987)  |

### Месники Західного узбережжя, новобранці (1984–1987)
Члени Месників були завербовані Соколиним Оком, головою Месників Західного узбережжя.
| Персонаж                                           | Справжнє ім'я                               | Приєднання до команди                         |
| -------------------------------------------------- | ------------------------------------------- | --------------------------------------------- |
| Пересмішниця(як Мисливиця, Агент 19)               | Барбара «Боббі» Морс                        | West Coast Avengers #1 (вересень 1984)        |
| Бойова машина(як Залізний патріот, Залізна людина) | Дежймс Руперт «Роуді» Роудс                 | West Coast Avengers #1 (вересень 1984)        |
| Істота                                             | Бенджамін Якоб «Бен» Ґрімм                  | West Coast Avengers vol. 2 #9 (червень 1986)  |
| Місячний лицар                                     | Марк Спектор (як Стівен Ґрант, Джейк Локлі) | West Coast Avengers vol. 2 #21 (червень 1987) |
| Вогняна пташка                                     | Боніта Ярез                                 | West Coast Avengers Annual #2 (1987)          |